# Refsdal (supernova)
Pour les articles homonymes, voir Refsdal.
Refsdal est une supernova découverte en 2014 dans une galaxie spirale au décalage vers le rouge de 1,496 située dans la constellation du Lion. La lumière de la supernova passe près de l'amas de galaxies MACS J1149+2223  au décalage vers le rouge de 0,544, avant d'atteindre l'observateur sur Terre, de sorte qu'elle subit un effet de lentille gravitationnelle engendré par l'amas. Elle est la première supernova observée à subir ce genre d'effet. Elle a été nommée en l'honneur de l'astrophysicien norgévien Sjur Refsdal qui, en 1964, a été le premier à suggérer d'utiliser l'effet de lentilles gravitationnelles sur les supernovas afin d'étudier l'expansion de l'Univers,,.
La distance comobile de la galaxie où s'est produite SN Refsdal est estimée à environ 14,4 milliards d'années-lumière. La lentille se forme autour d'une galaxie elliptique située à une distance moindre. La forme de la lentille est celle d'une croix d'Einstein.

## Réapparition
Après la découverte de la supernova Refsdal en novembre 2014, les astronomes ont prédit qu'ils seraient en mesure de la revoir dans environ un an, après que les quatre images (S1-S4) observées, sous forme de croix d’Einstein, se soient estompées.
Et le modèle de la lentille gravitationnelle dû à l’amas MACSJ1149.6+2223 établi par l’astronome Masamune Oguri, a prédit l’observation de six images au total de la supernova : une cinquième image apparue il y a environ 17 ans et une sixième image (SX) apparaissant dans l'image centrale de la galaxie hôte, après un délai temporel de 357 jours depuis l’apparition de l’image S1.
La supernova est réapparue à la position prédite entre le 14 novembre et le 11 décembre 2015 (la date exacte étant incertaine d'environ un mois, ce qui correspond à l'intervalle entre deux observations consécutives du télescope spatial Hubble), soit en accord avec les prédictions du modèle, énoncées avant que la réapparition ne soit observée .

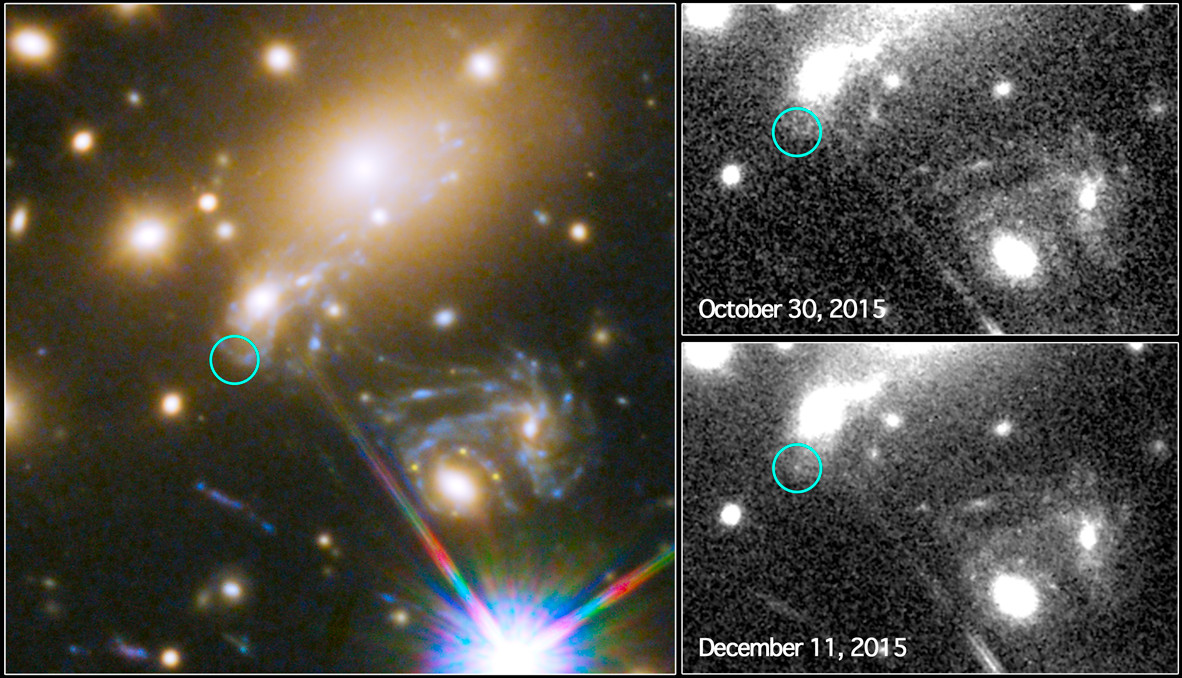
SN Refsdal en 2014 et 2015. L'image de gauche montre une partie de l'amas de galaxies MACS J1149.5+2223. Le cercle indique la position prédite de la nouvelle apparition de la supernova fin 2015. En bas à droite, l'événement de la croix d'Einstein de fin 2014 est visible. L'image en haut à droite montre l’image prise par Hubble au début du programme d'observation, le 30 octobre 2015, visant à détecter la dernière apparition de la supernova. L'image en bas à droite montre la découverte de la supernova le 11 décembre 2015, comme prédit par plusieurs modèles différents.

## Mesure de la constance de Hubble
Le délai temporel constaté entre l’apparition de la croix d’Einstein de la supernova fin 2014 et l’apparition de la dernière image de la supernova fin 2015 a également été utilisé pour en déduire la valeur de la constante de Hubble. C'est la première fois que cette technique, suggérée à l'origine par l'astrophysicien Sjur Refsdal, est appliquée aux supernovæ.
En utilisant les mesures de SN Refsdal et des modèles de lentilles d'amas de galaxies, la valeur de la constante de Hubble (H0) est estimée à  = 66,6+4,1
-3,3 km s−1 Mpc −1 . 
Outre SN Refsdal, SN H0pe a également été utilisée pour mesurer la valeur de la constante de Hubble en se basant sur le délai observé dans l'arrivée des images de cette supernova.